# Freidank
Freidank (Vrîdanc in medio alto-tedesco; ... – Kaisheim?, 1233?) è  un poeta vagante in medio alto tedesco, originario della Germania meridionale, fiorito nei primi decenni del XIII secolo.

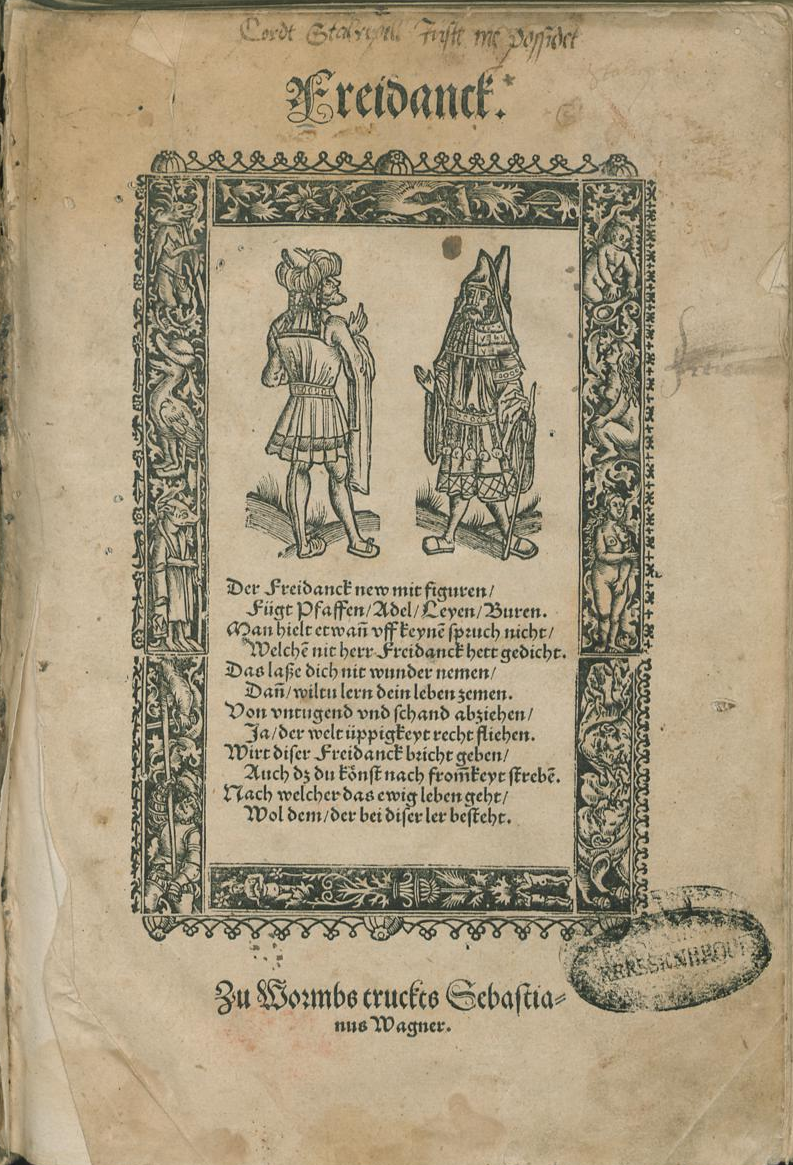
Edizione illustrata del 1539 della sua opera

È noto per il poema didascalico Bescheidenheit (Saggezza di vita, ca. 1215-1230), una silloge di aforismi che conobbero una grandissima fortuna letteraria, ben prestandosi, riadattati e liberamente trascritti nei secoli, ad adattarsi alle mutate esigenze di nuovi fruitori in epoche diverse.

## Biografia

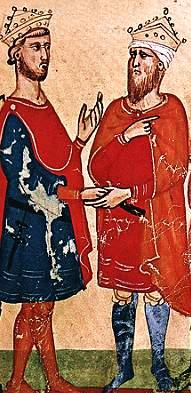
Immagine simbolo dell sesta crociata: l'incontro pacifico tra Federico II e l'ayyubide al-Malik al-Kāmil.

Di probabile origine sveva, è conosciuto per una sola opera, un poema didascalico composto tra il 1215 e il 1230, che conobbe un immenso successo.
Fu molto vicino all'imperatore Federico II Hohenstaufen, e suo entusiasta seguace durante la sesta crociata, insieme a un'affollata compagnia di menestrelli e poeti cortesi, tra cui Tannhäuser e, forse, Neidhart von Reuenthal.
Si ritiene che Freidank, il cui significato è 'libero pensiero', sia il suo vero nome e non un nome d'arte, come sostenuto a volte da alcuni. Rimane in particolare isolata l'opinione di Wilhelm Grimm, secondo cui Freidank sarebbe uno pseudonimo dietro cui si celerebbe l'identità del minnesänger Walther von der Vogelweide, altro entusiasta ammiratore di Federico II.

### Partecipazione alla sesta crociata
Freidank, come si evince dalla sua opera, fu al fianco di Federico II di Svevia durante la sesta crociata, quella che fu detta "degli scomunicati", l'unica conclusasi pacificamente e la sola coronata da un grande successo politico e territoriale, grazie alle prospettive diplomatiche costruite e perseguite da tempo dall'imperatore, tramite i rapporti intessuti in gran segretezza con il sultano ayyubide, il curdo al-Malik al-Kāmil.
Freidank, pur dispiaciuto della opaca riservatezza delle trattative, fu comunque entusiasta del successo del sovrano svevo, e dell'aver avuto accesso alla Città Santa al séguito di Federico, incoronatosi in quell'occasione Re di Gerusalemme.
Espresse la sua fiducia, comune a tanti altri crociati e pellegrini, in una remissione della scomunica da parte di papa Gregorio IX, in virtù del fatto che l'imperatore aveva assolto al voto sulla crociata, per di più con pieno successo politico:
(Bescheidenheit)

### Morte
Potrebbe esser morto in Germania nel 1233, poco dopo la sesta crociata, se è corretta l'identificazione con magister Fridancus, un personaggio la cui morte  è annotata quell'anno negli annali cistercensi del monastero di Kaisheim presso Donauwörth (magister Fridancus moritur).
Ma il cronista Hartmann Schedel, autore delle Cronache di Norimberga, dà invece come luogo di morte la città di Treviso, dove nel 1466 era ancora visibile una tomba recante la dedica a Freydank. Sulla tomba era leggibile un'iscrizione latino-tedesca con un epitaffio che, con riferimento allo stile letterario, lo ricordava come colui che «parlò sempre e non cantò mai». Potrebbe tuttavia trattarsi di un omonimo personaggio tedesco della comunità trevigiana.

### Ipotesi di identificazione con Walther von der Vogelweide

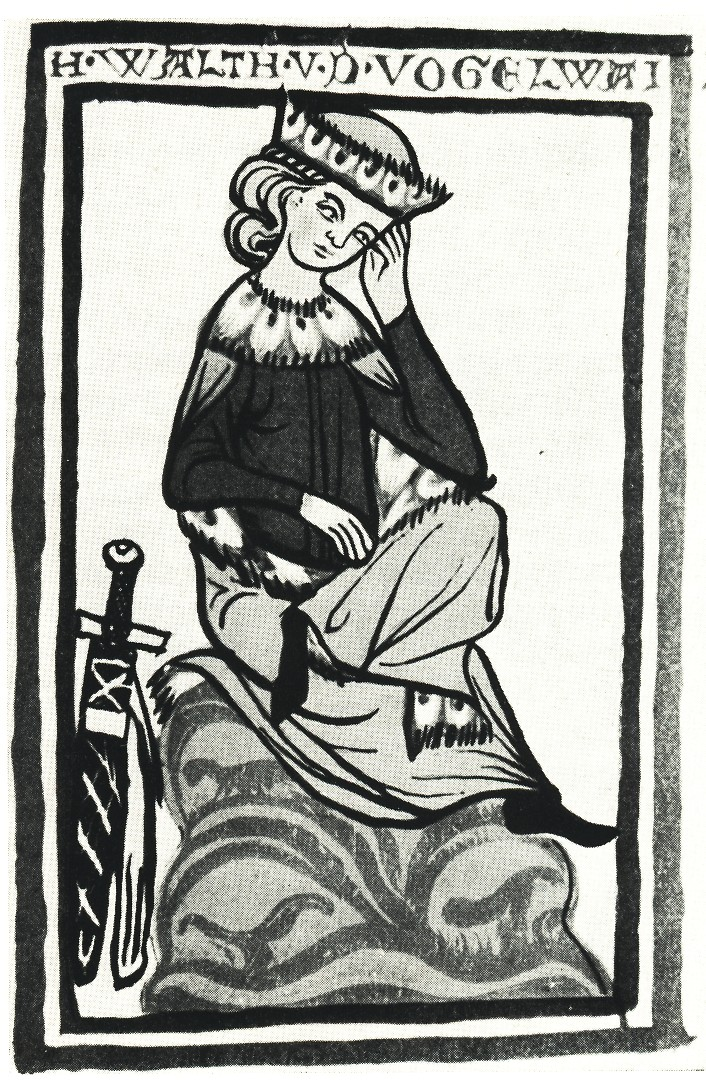
Walther nell'iconografia per lui tradizionale: assiso su uno scoglio, in posa assorta, meditabonda e malinconica

In occasione dell'edizione critica da lui curata, Wilhelm Grimm formulò l'ipotesi secondo cui dietro il nome Freidank si sarebbe celata l'identità del celebre poeta tedesco Walther von der Vogelweide.
L'ipotesi si basa sull'atteggiamento favorevole di Vogelweide nei confronti di Federico II, che aveva conosciuto durante la permanenza di quest'ultimo in Germania). Dalle opere a suo nome, infatti, traspare una profonda ammirazione per il sovrano svevo, al quale, peraltro, aveva dedicato frequenti Sprüche.
La congettura, tuttavia, non è stata accettata dagli studiosi: considerata insostenibile, è rimasta da allora completamente isolata.

## Opera poetica

### Bescheidenheit

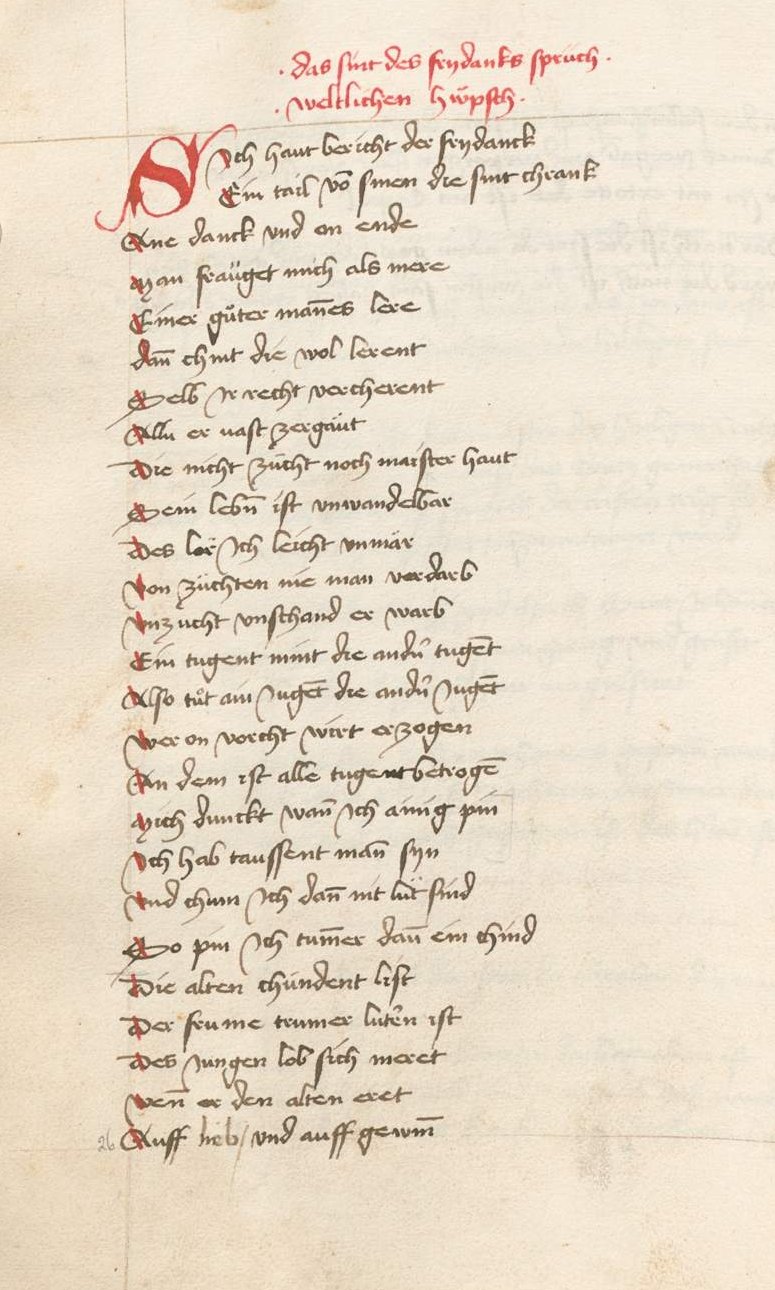
Manoscritto del 1464

Freidank è famoso per un'opera unica, il poema didascalico Bescheidenheit (Saggezza di vita), composto tra il 1215 e il 1230. L'opera è una silloge di distici a rima baciata, i cui circa 4.770 versi racchiudono una serie di aforismi, divisi in 53 gruppi tematici, nei quali Freidank seppe trasfondere esperienze personali di vita vissuta, e una saggezza fondamentalmente popolare, ma su un fondo di "solida preparazione teologica".
Il poema conobbe una grandissima fortuna letteraria, riuscendo come uno dei testi più diffusi e conosciuti della letteratura del basso medioevo, come testimoniato dai moltissimi manoscritti in cui è tràdito. La popolarità è testimoniata anche dalle frequenti citazioni, tra le quali quelle di autori come Hugo von Trimberg e Rudolf von Ems. L'opera fu poi oggetto di edizioni a stampa in epoca rinascimentale e fino al Seicento, con adattamenti liberi in funzione delle esigenze del nuovo pubblico e del mutato ambiente culturale.

#### Edizioni e ricezione
Nell'ampia tradizione manoscritta si registra anche un'antica versione in latino (Fridangi discretio, o discrecio), contenuta in un codice da Stettino, che è stata pubblicata a stampa da Hugo Lemcke nel 1868
Il successo dell'opera si prolungò ulteriormente grazie a Sebastian Brant, l'autore quattrocentesco della Nave dei folli, al quale si deve un rifacimento a stampa nel 1508, dal titolo Der Freidanck. L'edizione di Brant fu ripubblicata in varie occasioni: ad esempio, nel 1538 e nel 1567. Grazie alla ripresa fattane da Sebastian Brant, la ricezione letteraria del testo poté propagarsi fino alla metà del Seicento.
Nel 1834 apparve una edizione critica, Vridankes Bescheidenheit, dovuta a Wilhelm Grimm.
Ulteriori edizioni sono quella di Heinrich Ernst Bezzenberger, uscita nel 1872 e ripubblicata nel 1962, quella di Franz Sandvoss, pubblicata nel 1877, e un'edizione di passi scelti, con traduzione, pubblicata da Wolfgang Spiewok nel 1985.

### Giudizi sulla contrapposizione tra Papato e Impero
Nella contrapposizione tra i poteri universali, netta era la sua adesione alla causa ghibellina, che spingeva Freidank a giustificazioni del comportamento di Federico II che giungevano finanche a sfiorare l'eresia:
(Bescheidenheit)
Freidank, di converso, esprimeva la sua profonda avversione per la smodata ambizione al potere temporale e al denaro che egli ascriveva alla Curia pontificia.